# Parigi-Camembert 1949
La Parigi-Camembert 1949, decima edizione della corsa e valida come evento del circuito UCI categoria CB1.1, si svolse il 19 aprile 1949. Fu vinta dal francese Jean Rey, in 6h48'00".
Portarono a termine la corsa 22 corridori (20 francesi e 2 italiani).

## Ordine d'arrivo (Top 10)
| Pos. | Corridore             | Squadra            | Tempo    |
| ---- | --------------------- | ------------------ | -------- |
| 1    | Jean Rey              | Mercier-Hutchinson | 6h48'00" |
| 2    | Jean-Baptiste Delille | Riva Sport         | a 1'00"  |
| 3    | René Lauk             | Metropole          | s.t.     |
| 4    | Edouard Muller        | Alcyon-Dunlop      | s.t.     |
| 5    | Amédeé Rolland        | -                  | s.t.     |
| 6    | Alfred Macorig        | Metropole          | s.t.     |
| 7    | Jacques Renaud        | -                  | a 1'30"  |
| 8    | Francis Chretien      | -                  | s.t.     |
| 9    | Nello Sforacchi       | -                  | a 2'00"  |
| 10   | Louis Thiétard        | Viscontea          | a 2'30"  |